# 카이우 마르셀루
카이우 마르셀루 피녜이루 다 시우바(브라질 포르투갈어: Caio Marcelo Pinheiro da Silva, 1998년 3월 14일~)는 브라질의 축구 선수이다. 현재 K리그1의 대구 FC에서 활약하고 있다. K리그 등록명은 카이오이다.

## 참고 문헌
- “카이우 마르셀루 핀헤이루 다 시우바”. 《트랜스퍼마켓》.
- “카이우 마르셀루 핀헤이루 다 시우바”. 《화성 FC》. 화성에프씨.